# مسجد برخ
مسجد برخ (بالفارسية: مسجد بَرُخ) هو مسجد تاريخي يعود إلى عصر 244 هجري، ويقع في قشم.